# Gouvernement Díaz Ayuso III
Communauté de Madrid
Díaz Ayuso II 
Le gouvernement Díaz Ayuso III (en espagnol : Tercer Gobierno Díaz Ayuso) est le gouvernement de la communauté de Madrid depuis le 26 juin 2023, sous la XIIIe législature de l'Assemblée de Madrid.
Il est dirigé par la libérale-conservatrice Isabel Díaz Ayuso, dont c'est le troisième mandat consécutif, après que celle-ci a remporté la majorité absolue aux élections de 2023. Il repose sur le seul Parti populaire. Il succède au gouvernement Díaz Ayuso II.

## Historique du mandat
Ce gouvernement est dirigé par la présidente de la communauté de Madrid libérale-conservatrice sortante, Isabel Díaz Ayuso. Il est constitué et soutenu par le Parti populaire. Seul, il dispose de 70 députés sur 135, soit 51,9 % des sièges de l'Assemblée de Madrid.
Il est formé à la suite des élections autonomiques du 28 mai 2023.
Il succède donc au gouvernement Díaz Ayuso II constitué dans des conditions identiques mais minoritaire.

### Formation
Lors des élections autonomiques, le Parti populaire remporte la majorité absolue des sièges à l'Assemblée de Madrid, après avoir recueilli environ 47 % des suffrages exprimés et près d'1,5 million de voix. À la suite du recompte du vote des expatriés, sa majorité est fixée à 70 députés, un de moins que lors du dépouillement des urnes sur le territoire national.
Le 15 juin 2023, après avoir mené des consultations avec l'ensemble des groupes parlementaires, le président de l'Assemblée, Enrique Ossorio, propose la candidature d'Isabel Díaz Ayuso à la présidence de la communauté autonome. Il convoque le débat d'investiture aux 21 et 22 juin. Ayant prononcé son discours de politique générale le 21 juin, elle obtient le 22 juin la confiance de l'Assemblée par 70 voix pour, 54 voix contre et 10 abstentions : si le Parti populaire vote en sa faveur, Más Madrid et le Parti socialiste (PSOE) font le choix de l'opposition, tandis que Vox reste à équidistance.
Juste avant le vote des parlementaires, elle dévoile la composition de son exécutif, constitué de neuf membres, trois femmes et six hommes, sans qu'aucun ne dispose du titre de vice-président, tous présentant des profils techniques avec une expérience de gestion administrative. Trois étaient vice-conseillers sous la précédente mandature.

## Composition
- Par rapport au gouvernement Díaz Ayuso II, les nouveaux conseillers sont indiqués en gras, ceux ayant changé d'attribution le sont en italique.

| Poste                                                                                              | Titulaire | Titulaire                        | Parti |
| -------------------------------------------------------------------------------------------------- | --------- | -------------------------------- | ----- |
| Présidente                                                                                         |           | Isabel Natividad Díaz Ayuso      | PP    |
| Conseiller à la Présidence, à la Justice et à l'Administration locale Porte-parole du gouvernement |           | Miguel Ángel García Martín       | PP    |
| Conseillère à l'Économie, aux Finances et à l'Emploi                                               |           | Rocío Albert López               | PP    |
| Conseiller à la Numérisation                                                                       |           | Miguel López-Valverde Argüeso    | Sans  |
| Conseiller à l'Éducation, à la Science et à l'Enseignement supérieur                               |           | Emilio Viciana Duro              | Sans  |
| Conseiller au Logement, aux Transports et aux Infrastructures                                      |           | Jorge Rodrigo Domínguez          | PP    |
| Conseillère à la Santé                                                                             |           | Fátima Matute Teresa             | Sans  |
| Conseiller à l'Environnement, à l'Agriculture et à l'Intérieur                                     |           | Carlos Novillo Piris             | PP    |
| Conseillère à la Famille, à la Jeunesse et aux Affaires sociales                                   |           | Ana Dávila-Ponce de León Municio | PP    |
| Conseiller à la Culture, au Tourisme et aux Sports                                                 |           | Mariano de Paco Serrano          | Sans  |